# CGC Viareggio 1977
Questa voce raccoglie le informazioni riguardanti il CGC Viareggio nelle competizioni ufficiali della stagione 1977.

## Stagione
Quarta stagione in Serie A. Un girone d'andata con un secondo posto in classifica ed un girone di ritorno catastrofico: la salvezza arriva all'ultima giornata, giocata in casa, contro il Monza. Partita per cuori forti: il Viareggio vince di misura per 5-4 e il Monza retrocede in Serie B.
Senza sponsor, per obbligo da statuto, non fa arrivare risultati.

## Maglie e sponsor
|  | 1ª divisa | 2ª divisa |

## Rosa
| N° | Naz.              | Ruolo | Sportivo             |  |  |  |
| -- | ----------------- | ----- | -------------------- |  |  |  |
| 1  | Italia (bandiera) | P     | Franco Palagi        |  |  |  |
| 10 | Italia (bandiera) | P     | Alessandro Pardini   |  |  |  |
| 10 | Italia (bandiera) | P     | Alessandro Cupisti   |  |  |  |
| 2  | Italia (bandiera) | E     | Marcello Della Latta |  |  |  |
| 3  | Italia (bandiera) | E     | Paolo Bandieri       |  |  |  |
| 5  | Italia (bandiera) | E     | Rinaldo Musetti      |  |  |  |
|    | Italia (bandiera) | E     | Cinquini             |  |  |  |
|    | Italia (bandiera) | E     | Marabotti            |  |  |  |
| 4  | Italia (bandiera) | E     | Riccardo Pardini     |  |  |  |
| 6  | Italia (bandiera) | E     | Lirio Valenti        |  |  |  |
| 7  | Italia (bandiera) | E     | Alessandro Pagni     |  |  |  |
| 8  | Italia (bandiera) | E     | Franco Piacentini    |  |  |  |
|    | Italia (bandiera) | E     | Maggi                |  |  |  |
|    | Italia (bandiera) | E     | Marco Pardini        |  |  |  |
|    | Italia (bandiera) | E     | Paoli                |  |  |  |